# San Giorgio in Alga

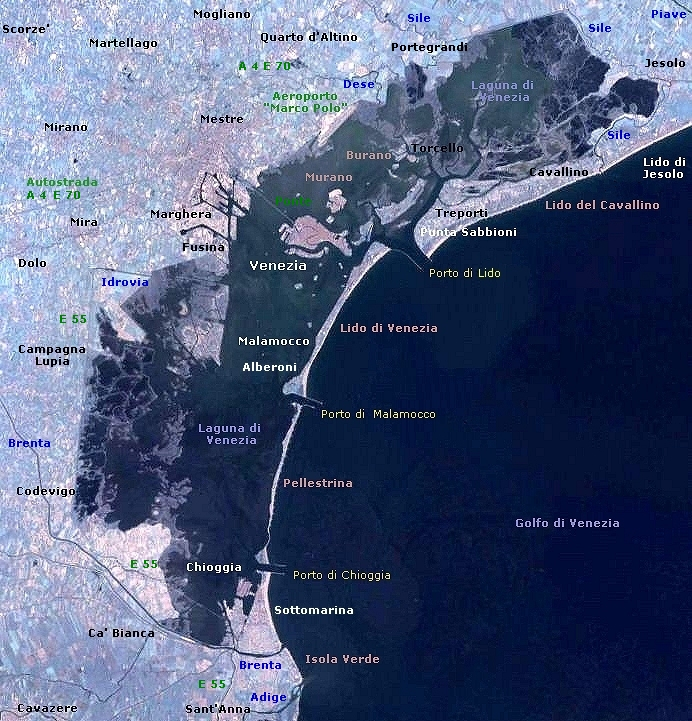
A Velencei-lagúna szigetei

San Giorgio in Alga (velencei nyelven San Zorzi in Ałega) a Velencei-lagúna egyik szigete Velence városától másfél kilométerre. Lakatlan, területe mindössze 1,3 hektár.
A szigeten számos kolostor működött. A legrégebbi, bencés kolostort 1000 körül alapíthatták, melyet számos további rend követett. 1717-ben tűz martaléka lett a legtöbb épület.
1799-ben politikai foglyokat őriztek a szigeten található börtönben.
A második világháborúban a szigetet a német haderő titkos kiképzőbázisként használta. Az olasz Wolk őrnagy irányítása alatt olyan német katonai búvárok kiképzése folyt, akiket a szövetséges hajók ellen vetettek be. A kiképzés éjszaka történt, hogy ne fedezze fel senki a búvárokat.
A bázis felhagyása óta a sziget lakatlan.

## Fordítás
- Ez a szócikk részben vagy egészben  a   San Giorgio in Alga című angol Wikipédia-szócikk fordításán alapul.  Az eredeti cikk szerkesztőit annak laptörténete sorolja fel. Ez a jelzés csupán a megfogalmazás eredetét és a szerzői jogokat jelzi, nem szolgál a cikkben szereplő információk forrásmegjelöléseként.